# Bentornato, Alice
Bentornato, Alice (おかえりアリス?, Okaeri Arisu) è un manga scritto e disegnato da Shūzō Oshimi. Il manga è stato serializzato sulla rivista Bessatsu Shōnen Magazine della casa editrice Kōdansha dall'8 aprile 2020 al 9 agosto 2023.

## Trama
La serie parla di tre amici chiamati Yohei, Kei e Yui, che si sono rincontrati al liceo dopo che Kei è tornato nella loro città. Ma quello che sembrava un semplice triangolo amoroso tra loro tre prende una svolta inaspettata quando Kei si presenta vestito come una ragazza.

## Personaggi
Yohei Kamehara (亀川 洋平?, Kamekawa Yōhei)
Un ragazzo delle scuole superiori nonché protagonista della serie. Viene soprannominato "Yo".
Yui Mitani (三谷 結衣?, Mitani Yui)
Una ragazza per cui Yohei aveva una cotta da bambino.
Kei Murota (室田 慧?, Murota Kei)
L'amico d'infanzia di Yohei e Yui che adesso ha l'aspetto di una ragazza. È molto schietto quando si parla di argomenti relativi alla sessualità ed è sempre diretto. In più occasioni afferma di non essere più un ragazzo ma non sostiene nemmeno di essere una donna.

## Produzione
Oshimi ha affermato che Bentornato, Alice riguarda la decostruzione della sessualità maschile. Il manga tratta del risveglio sessuale adolescenziale, dell'amore e della frustrazione tra tutti e tre i protagonisti e dell'identità di genere non binaria del personaggio di Kei.

## Pubblicazione
Il manga è stato serializzato sulla rivista shōnen di Kōdansha Bessatsu Shōnen Magazine dall'8 aprile 2020 al 9 agosto 2023. I capitoli sono stati raccolti in 7 volumi tankōbon pubblicati dal 9 ottobre 2020 al 6 ottobre 2023. In Italia la serie è stata pubblicata da Panini Comics sotto l'etichetta Planet Manga dal 13 gennaio 2023 al 22 febbraio 2024.
| Nº | Data di prima pubblicazione | Data di prima pubblicazione | Data di prima pubblicazione | Data di prima pubblicazione |
| Nº | Giapponese                  | Giapponese                  | Italiano                    | Italiano                    |
| -- | --------------------------- | --------------------------- | --------------------------- | --------------------------- |
| 1  | 9 ottobre 2020              | ISBN 978-4-06-520593-8      | 13 gennaio 2023             | ISBN 978-88-287-2924-2      |
| 2  | 30 giugno 2021              | ISBN 978-4-06-522889-0      | 2 marzo 2023                | ISBN 978-88-287-4221-0      |
| 3  | 8 ottobre 2021              | ISBN 978-4-06-525135-5      | 27 aprile 2023              | ISBN 978-88-287-4385-9      |
| 4  | 8 aprile 2022               | ISBN 978-4-06-527533-7      | 22 giugno 2023              | ISBN 978-88-287-4604-1      |
| 5  | 7 ottobre 2022              | ISBN 978-4-06-527533-7      | 31 agosto 2023              | ISBN 978-88-287-5219-6      |
| 6  | 7 aprile 2023               | ISBN 978-4-06-531233-9      | 19 ottobre 2023             | ISBN 978-88-287-7014-5      |
| 7  | 6 ottobre 2023              | ISBN 978-4-06-533148-4      | 22 febbraio 2024            | ISBN 978-88-287-7200-2      |

## Accoglienza
Bentornato, Alice ha ricevuto elogi e critiche per il suo ritratto di persone non conformi al genere. Chris Cimi, in una recensione del primo volume, ha elogiato il manga per non aver trattato l'apparente trasformazione di Kei come qualcosa di strano e bizzarro e per aver adottato un approccio diretto, desiderando allo stesso tempo che l'autore Shūzō Oshimi si fosse "impegnato di più" nel descrivere esplicitamente Kei come transgender o non binario. Poi su Anime News Network, Rebecca Silverman ha criticato il personaggio Kei come un amalgama di stereotipi negativi sulle persone LGBT+. Nello specifico descrive Kei come se non volesse altro che usare il suo genere e la sua sessualità per stuzzicare e tormentare i suoi amici d'infanzia.